# Hispano-Suiza 8
El Hispano-Suiza 8 era un motor aeronáutico V8 SOHC refrigerado por agua diseñado e introducido por la compañía española Hispano-Suiza en 1915 y que se convirtió en el motor refrigerado por líquido más utilizado en los aviones de las potencias de la Triple Entente durante la I Guerra Mundial. El Hispano-Suiza 8A original tenía una potencia de 140 hp (100 kW) y el último desarrollo, el Hispano-Suiza 8F, de mayor cilindrada, alcanzó 350 hp (260 kW).
Los motores Hispano-Suiza 8 y sus variantes producidos por la firma española y otras empresas bajo licencia se construyeron en veintiún fábricas en España, EE. UU., Francia, Italia, Japón, Reino Unido, y Rusia. Los derivados del motor también se utilizaron en otros países para impulsar numerosos tipos de aviones y pueden considerarse como el antepasado de otro motor exitoso de la firma, el Hispano-Suiza 12Y y por ello, entre otros, de los motores de aviación derivados del Klimov M-100 soviético que estuvieron en servicio durante la Segunda Guerra Mundial.

## Historia[2]
Debido al estallido del conflicto, imprevisiblemente, la llamada por la firma Hispano-Suiza como Fábrica Sucursal de París (en 1916 denominada La Hispano Suiza Sección Aviación) en Bois-Colombes , estuvo a punto de entrar en una irremisible crisis, puesto que según parece, en el mes de agosto de aquel año, hubo necesidad de arrendarla por un corto periodo de tiempo a la sociedad Gnome et Rhône, especializada en la fabricación de motores de aviación de tipo rotativo. Por otro lado, el motivo era, por lo demás lógico, ya que dicha sucursal se dedicaba a la construcción, venta y reparaciones de sus lujosos y afamados automóviles de alta gama y de competición, servicios que por motivos obvios no eran necesarios y no se solicitaban.
El ingeniero Marc Birkigt había vuelto a la fábrica de La Sagrera , Barcelona con parte de su equipo técnico, donde se recibió la visita de un familiar de la casa real española, - algunas fuentes indican que fue el propio rey Alfonso XIII durante una visita a la fábrica - durante septiembre de 1914, quien presenta la inquietud de poder fabricar un motor de aviación nacional tal como ya existía en otros países. El presidente y socio capitalista Damián Mateu, y el ingeniero jefe Marc Birkigt, respondieron que la fábrica estaba preparada para llevar a cabo la empresa. En el acta del consejo de administración quedó reflejado: alentados en esta ocasión como en tantas otras, por las patrióticas y siempre benévolas indicaciones que la más alta representación del Estado, se ha dignado hacerlo llegar hasta nosotros, nos hemos decidido fabricar un motor para la aviación.
La Hispano ya había recibido ofertas para construir, bajo licencia, el motor de 6 cilindros lineal con refrigeración líquida Mercedes D.II de 120 hp, pero Birkigt lo rechazó porque la relación peso/potencia, era muy desfavorable. También rechazó la idea del motor en estrella rotativo, tan en boga en aquella época, ya que consideraba, que sería difícil de sobrepasar los 150 hp.
Se empezó el proyecto del nuevo motor basándose en un anterior motor de automóvil, el 16T, que ya tenía importantes innovaciones tecnológicas muy adecuadas para constituirse en un motor de aviación, un motor monobloque, de 4 cilindros (85 x 130) con cámara de combustión semi esférica, válvulas inclinadas en cabeza accionadas por un eje de levas también situado en la culata a través de balancines y en el que Birkigt diseñó diferentes soluciones en la aplicación del árbol de levas en culata; en esta ocasión decidió también situarlo en esta posición pero atacando directamente a las válvulas sin otros mecanismos intermedios. Birkigt se decidió por una nueva arquitectura, que no se había usado nunca en aviación, que consistía en un motor V8, es decir, montado en el cárter con dos bancos de cuatro cilindros, que comparten cigüeñal, formando una "V", refrigeración líquida, bloque de una pieza en aleación ligera, árbol de levas en cabeza, con mando directo a las válvulas, lubricación forzada y redundancia de los componentes más comprometidos. La potencia estimada se calculaba entre los 140 a 160 hp, desde 1000 hasta 1600 RPM, lo que suponía una relación peso/potencia de 1 kg/hp.
Esta solución definitiva desarrollada en Barcelona, fue el origen de las grandes realizaciones en los motores de Hispano-Suiza, puesto que en lo sucesivo los más prestigiosos coches de la marca, montaron plantas motrices incluyendo esta disposición, a la vez que también la incorporaron los motores de aviación.
El 24 de enero de 1915, estuvo listo el primer prototipo y en proceso de pruebas, mientras que en mayo, se contaba con una unidad de preserie lista para ser sometida a las pruebas de homologación. El 27 de julio de 1915, el motor, n.º de serie 3747, se probó satisfactoriamente por primera vez en vuelo, instalado en un biplano Barrón Flecha (una modificación del Lohner Pfeilflieger austríaco en servicio en la  Aeronáutica Militar española) , pilotado por el capitán Eduardo Barrón, en el Aeródromo de Cuatro Vientos y ante la presencia del rey Alfonso XIII. Damián Mateu informó a Mr. Jean Lacoste, director de la factoría de París (y padre del famoso tenista René Lacoste "Le Crocodile"), el cual se encargará de desarrollar una intensa labor propagandística ante el Ministerio de Guerra francés y otras autoridades para que se interesaran por el nuevo motor. En este estado, se envió una oferta al ministerio, que en principio, respondió con cierta indiferencia, puesto que ya disponía de industrias que fabricaban motores de aviación tales como Clerget-Blin , Gnome et Rhône, Renault, y Lorraine-Dietrich. El hecho de que Hispano-Suiza, dispusiese de una fábrica en Bois-Colombes, que podía fabricar el nuevo motor sin interferir en la neutralidad española, hizo que las autoridades accedieran a realizar unas pruebas de homologación.
El 18 de junio de 1915, se presentó en la fábrica de La Sagrera el comandante de la Aéronautique Militaire y especialista en motores C. Martinot Legarde, que tras presenciar varias pruebas, el día 20 salió hacia París con dos motores de la serie 34, los números 3742 y 3743, y pocos días después fue enviado el número 3744. El nuevo motor fue presentado al Ministerio de Guerra y probado en el Laboratoire d'aéronautique de Chalais-Meudon durante 15 horas a máxima potencia. Este era el procedimiento estándar para que un nuevo diseño de motor fuera admitido en el servicio militar.
Sin embargo, debido a la presión de los otros grandes fabricantes franceses, algunos de gran prestigio como Gnome et Rhône, Renault, Peugeot o Delaunay-Belleville, se ordenó que el motor - "étranger" - de fabricación española se sometiera a una nueva prueba en banco que ningún motor de fabricación francesa había superado todavía, una carrera de 50 horas a máxima velocidad. Hispano Suiza no se arredro ante las imposiciones, aceptó la duración de la prueba, siempre y cuando los otros motores la pasaran al mismo tiempo. Por lo tanto, el HS-31 fue devuelto a Chalais-Meudon el 21 de julio de 1915 y los resultados fueron concluyentes sobre quien poseía el mejor diseño. A las pocas horas, el Gnome et Rhône y el Delaunay-Belleville "gripaban", y el Renault "escupió" las válvulas a las treinta horas; el motor español probado durante 50 horas, superó todas las expectativas. 
En el mes de diciembre de 1915, el gobierno francés, "a regañadientes" pasó un pedido de 50 motores a Hispano-Suiza, así como la demanda de licencia para la fabricación en suelo francés. Durante los tres años siguientes, hasta el final de la guerra, contando todos los tipos de motor fueron fabricados un total de 49893 motores, de los cuales 33282 fueron fabricados en la filial de Bois-Colombes. También fueron fabricados bajo licencia principalmente por las siguientes empresas:
- Francia: Voisin, Cie Fives - Lille , Peugeot, Chenard-Walcker y De Dion-Bouton
- Reino Unido: Wolseley Motors
- Estados Unidos; Wright-Martin
- Italia: SCAT / Itala
- Japón: Mitsubishi

## Diseño y desarrollo
El primer 8A mantuvo la configuración estándar del diseño de Birkigt, ocho cilindros en configuración V a 90°, una cilindrada de 11,76 l y una potencia de 140 hp a 1900 rpm. A pesar de las similitudes con el diseño original, el motor se había perfeccionado sustancialmente. El cigüeñal fue mecanizado a partir de una pieza sólida de acero. El bloque de cilindros era de fundición de aluminio y de tipo monobloque, es decir, de una sola pieza con las culatas SOHC . Los puertos de entrada y escape estaban moldeados en los bloques; los asientos de las válvulas estaban en la cara superior de las camisas de los cilindros de acero forjado, que estaban atornilladas a los bloques. Utilizando un eje de torre impulsado por engranajes cónicos giratorios que sube desde el cárter a lo largo del extremo trasero de cada banco de cilindros, con el mando final para el árbol de levas de cada banco de cilindros alojado dentro de un abultamiento semicircular en el extremo trasero de cada tapa de válvula. Si bien es cierto, que en el comienzo la refrigeración era mixta, ya que aproximadamente el tercio inferior de los cilindros llevaba aletas de refrigeración para reducir peso, esta solución no se mostró efectiva. Además, había otro problema con la fundición de la aleación ligera, lo que provocaba porosidades que causaban averías; esto se soluciono con un esmalte al fuego aplicado tanto en la cara interior como el exterior del cárter. Se duplicaron todas las piezas sujetas a desgaste y aquellas críticas para el encendido del motor, bujías para confiabilidad del doble encendido, resortes de válvulas, magnetos .
La confiabilidad del motor y la relación potencia-peso fueron problemas importantes en los inicios de la aviación. El motor y sus accesorios pesaban 185 kg, lo que lo hacía un 40 % más ligero que un motor rotativo de potencia equivalente; este peso en vacío no incluía el radiador ni el líquido refrigerante. Generalmente, los motores enfriados por aire son más livianos que sus homólogos enfriados por agua con caballos de fuerza equivalente. Sin embargo, como ejemplos; el rotativo Bentley BR2 producía 230 hp (170 kW) y pesaba 220 kg, el rotativo Clerget 9B 130 hp (97 kW), 173 kg. Por otro lado, el diseño también prometía mucho más potencial de desarrollo que los motores rotativos. Esto fue a pesar de ser entonces el tipo más común instalado en la mayoría de los aviones. Los motores rotativos se estaban acercando a los límites de su desarrollo en ese momento, ya que los de mayor potencia generalmente tenían un mayor peso, lo que a su vez aumentaba el ya importante efecto giroscópico generado por la rotación del motor. Un mayor aumento del par se consideró inaceptable y la relación potencia-peso de los nuevos motores rotativos en desarrollo no atrajo a los diseñadores de aviones.
Se ordenó que la producción del 8A comenzara con la mayor premura y emitieron un requisito para un nuevo avión de combate monoplaza de alto rendimiento que utilizara el nuevo motor. El SPAD VII , diseñado por Louis Béchereau , fue el resultado de este requisito y permitió a los aliados recuperar la superioridad aérea sobre el enemigo.
Una vez aplicadas estas soluciones, el motor no hizo más que evolucionar, aunque de manera diferente en Barcelona, así como en Francia, en Estados Unidos, e incluso en la URSS que fabricaron modelos propios.

## Modelos (Tipo)
Nota: Los números de tipo de la compañía Hispano-Suiza tenían el prefijo HS- o se escribían en su totalidad como: Hispano-Suiza Tipo 31, sin embargo, las designaciones militares utilizaban el sistema convencional de: Hispano-Suiza (fabricante de motores) 8 (número de cilindros) A (serie de motores) b (variante) r (atributo), por lo tanto como ejemplo: Hispano-Suiza 8Abr
Hispano-Suiza
- Hispano-Suiza 8A - 1915 - 100 kW (134 hp), motores de prueba y producción inicial, con pocas aplicaciones, incluidos los primeros Nieuport 14
- Hispano-Suiza 8Aa (HS-31) - 1916 - 110 kW (147 hp) a 2000 rpm, entró en producción en julio de 1915. Los primeros motores HS-8A estaban plagados de varios problemas que requirieron trabajo adicional. Era el motor estándar para los SPAD VII de producción temprana y variantes del Curtiss JN-4 Jenny. La demanda del motor Hispano-Suiza fue tal que otros fabricantes comenzaron a producirlo bajo licencia, en Francia, Gran Bretaña (Wolseley Motors Adder), Italia (E.Nagliati en Milán e Itala / SCAT en Turín) y Rusia. La producción total del HS-8Aa ascendió a unos 6000 motores.
- Hispano-Suiza 8Ab (HS-34) - 1917 - 130 kW (174 hp) a 2100 rpm, aumentando la relación de compresión de 4,7:1 a 5,3:1 Birkigt pudo aumentar la potencia. El 8Ab comenzó a reemplazar al 8Aa en los SPAD VII a principios de 1917.
- Hispano-Suiza 8Ad (1929) - 120 mm × 130 mm de diámetro x carrera, 160 kW (214 hp) para el despegue
- Hispano-Suiza 8B (HS-35) - 150 kW (200 hp), relación de compresión 5,3:1, engranaje reductor de 0,75:1. El HS-36 era el 8B con una ametralladora Lewis disparando a través del eje de la hélice.
- Hispano-Suiza 8B twin (HS-39) - Dos motores 8B acoplados
- Hispano-Suiza 8Ba - 150 kW (201 hp) a 2300 rpm, baja relación de compresión de 4,7:1, engranaje recto de 0,585:1.
- Hispano-Suiza 8BB - 150 kW (201 hp), relación de compresión de 4,8:1, engranaje reductor de 0,75:1. Sin embargo, el sistema de engranajes reductores era frágil y a menudo se estropeaba, a veces con resultados espectaculares que terminaban con toda la hélice, el eje de transmisión y el engranaje impulsado separándose del fuselaje. El refinamiento progresivo del motor llevó la potencia disponible a 175 kW (235 hp) a fines de 1917.
- Los Hispano-Suiza 8B, 8Ba y 8Bb se utilizaron (a) para propulsar al S.E.5a , (b) junto con el 8Bd , el SPAD S.XIII , (c) versiones activas de primera línea del Sopwith Dolphin y (d ) otros tipos de aviones aliados.
- Hispano-Suiza 8aC / 8hab / 8ser - 160 kW (214 hp), relación de compresión de 5,3:1, engranaje reductor de 0,75:1.

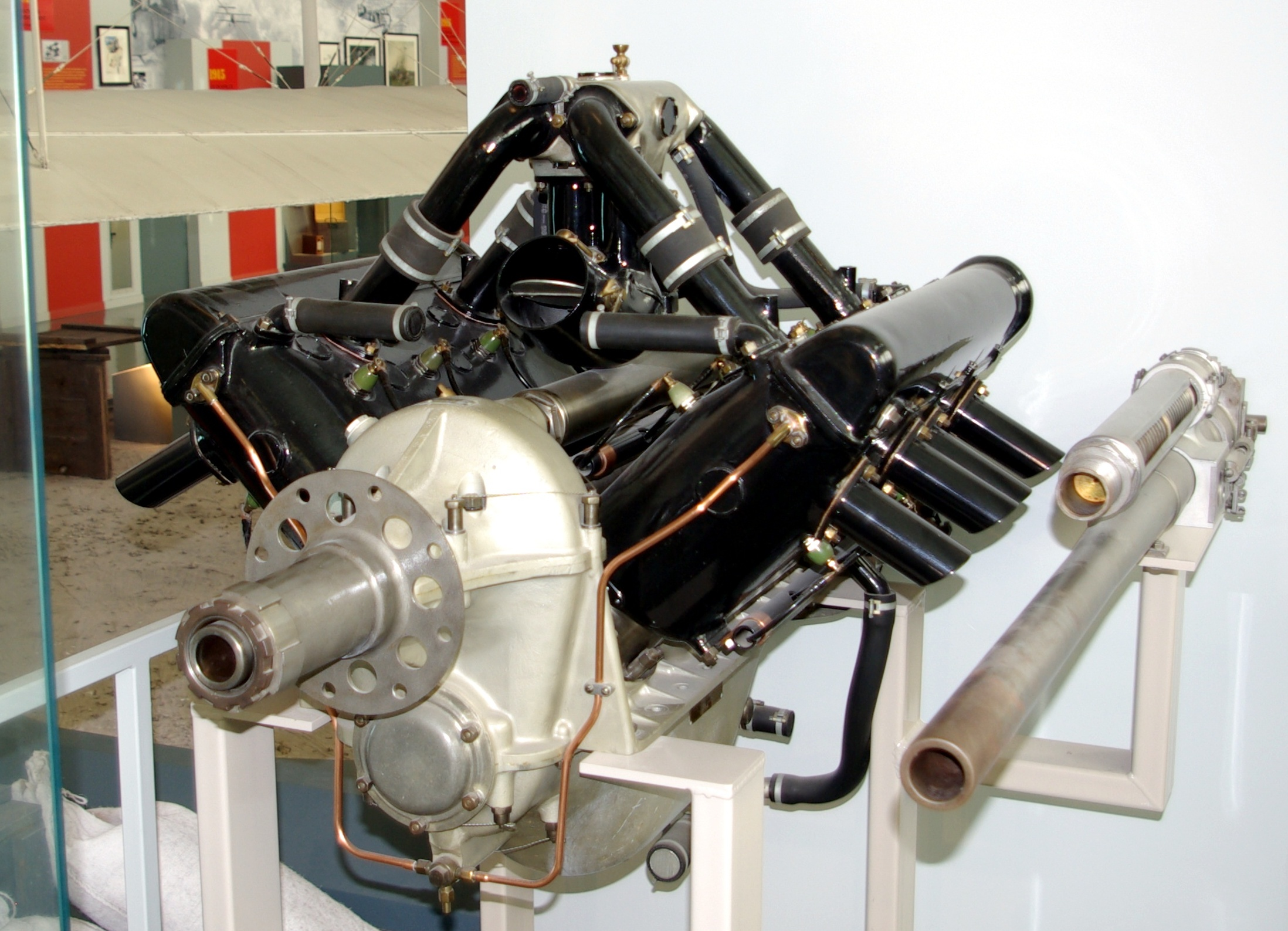
Hispano-Suiza 8 (HS-38); al lado, cañón cal.37 mm

- Hispano-Suiza 8BeC (HS-38) - El 8Be estaba equipado con el nuevo cañón de infantería adaptado Semi Automatique Moteur Canon (SAMC) cal. 37 mm  construido  por el Atelier de construction de Puteaux (APX)  que disparaba a través del buje de la hélice. Un motor equipado con engranajes reductores con una hélice de rotación en el sentido de las agujas del reloj; como el 8B, producía 160 kW (220 hp) a 2100 rpm. El montaje de cañón requería un diseño de colector de admisión "elevado", llevando los "corredores" de admisión directamente desde las superficies internas de los bancos de cilindros hasta la cámara plenum del carburador de tiro ascendente, este motor se utilizó en el SPAD S.XII .
- Hispano-Suiza Ca/220 - Variante del HS-38 equipado con un cañón. 168 kW (225 hp) a 2100 rpm con una compresión de 5,3:1.
- Hispano-Suiza 8Cb/180 (HS-44) - Equipado con cañón. 160 kW (214 hp) a 2000 rpm con compresión 4,7:1
- Hispano-Suiza 8CC/220 - Variante del HS-44 de 160 kW (214 hp) a 2100 rpm con compresión 5,3:1. Equipado con cañón.
- Hispano-Suiza 8F (HS-42) - 220 kW (295 hp) a 2100 rpm. El 8F de transmisión directa era básicamente una versión del 8B, destinada a su uso en bombarderos, con una cilindrada de 18,5 l. A pesar del aumento de peso (256 kg), el 8F también se instaló en cazas como el Nieuport-Delage NiD 29 y el Martinsyde Buzzard . Al ser la velocidad del motor más baja que la del HS-8B, se eliminó el engranaje reductor, aumentando así la confiabilidad del motor.
- Hispano-Suiza 8Fa - Generalmente similar al 8F.
- Hispano-Suiza 8Fb - 220 kW (295 hp), también conocido como HS Type 42, relación de compresión de 5,3:1, transmisión directa.
- Hispano-Suiza 8Fd Spécial - Especialmente diseñado para el hidrocanoa de competición CAMS 38 para participar en el Trofeo Schneider con una potencia de 280 kW (375 hp)
- Hispano-Suiza 8Fe (HS-42VS) (1926) - 140 mm × 150 mm de diámetro x carrera, 260 kW (350 hp) al despegue.

Wolseley Motors
- Wolseley W.4A Python I - 110 kW (147 hp), relación de compresión de 4,7:1. Producción bajo licencia del 8Aa por Wolseley Motors Ltd.
- Wolseley W.4A Python II - 130 kW (175 hp), relación de compresión de 5,3:1.
- Wolseley W.4A Viper - 150 kW (200 hp), relación de compresión de 5,3:1. Los ingenieros de Wolseley eliminaron los problemas con el cigüeñal y aumentaron la relación de compresión para conseguir más potencia; algunos de los primeros motores tenían una relación de compresión de 5,6:1.
- Wolseley W.4A Viper II - 160 kW (214 hp) a 2000 rpm.
- Wolseley W.4B Adder I/II/III - 150 kW (201 hp), relación de compresión de 4,7:1, engranaje reductor recto a 0,593:1.

Wright-Martin
Los derechos estadounidenses fueron adquiridos en 1917 por la compañía Wright-Martin Aircraft Corporation, más tarde Wright Aeronautical .
Algunas fuentes los denominan como Wright-Martin; sin embargo, otras, como Wright-Hispano (que sería lo correcto) e incomprensiblemente algunos como "Wright-Hisso".
- Wright-Hispano A - Wright-Martin construyó el Hispano-Suiza 8Aa de 150 hp (112 kW) a 1400 rpm y compresión 4,72:1
- Wright-Hispano B - 4 cilindros en línea refrigerado por agua 56 kW (75 hp) 120 mm × 130 mm
- Wright-Hispano C - 150 kW (200 hp) con engranaje del Tipo A
- Wright-Hispano D - 150 kW (200 hp) con engranaje A y cañón
- Wright-Hispano E - 130 kW (175 hp) a 1700 rpm, relación de compresión 5,33:1
- Wright-Hispano F - 150 kW (200 hp) con engranaje A y sin cañón
- Wright-Hispano H  - 220 kW (295 hp), basado en el Hispano-Suiza 8F (HS-42)
- Wright-Hispano K - Wright-Hispano H con el cañón Baldwin 37 mm Aircraft Gun

Mitsubishi
- Mitsubishi Hi 200 hp (Hispano-Suiza 8B)
- Mitsubishi Hi 300 hp (Hispano-Suiza 8F)

## Aviones propulsados con este motor
Nota: solo se incluyen los modelos cuya producción sobrepasó los cinco ejemplares

### Europeos
- Avia BH-21 (8Fb)
- Avia BH-22 (8Aa)
- Barrón Flecha (8A)
- Barrón W (8Ab)
- Bartel BM 5c (8Fb)
- Blanchard Brd.1 (8Fe)
- Blériot-SPAD S.XIV (8BeC)
- Blériot-SPAD S.XX (8Fb)
- Blériot-SPAD S.27 (8Fa)
- Caudron R.11 (8Bda)
- Caudron C.59 (8Ab)
- Caudron C.61 (8Ac)
- Dewoitine D.1 (8Fb)
- Donnet-Denhaut DD-8 (8A)
- Farman F.121 Jabiru (8Ac)
- FBA Type H (8A/Aa/Bb/Bbd)
- Fokker D.X (8Fb)
- Fokker S.III
- Gourdou-Leseurre GL.22 (8Ab)
- Hanriot HD.15 (8Fb)
- Letord Let.1 A.3/2 A.3/3 Bn.3/6 Ca.3 (8A/Ba/Be)
- Lioré et Olivier LeO H-13 (8Aa)
- Martinsyde Buzzard F.4
- Nieuport-Delage NiD 29 (8Fb)
- Royal Aircraft Factory S.E.5
- Sopwith Dolphin (8B/F)
- SPAD S.VII (Aa)
- SPAD S.XI ((8Bc)
- SPAD S.XII (8Cb)
- SPAD S.XIII (8Ba/Bd/Bc)

### Estadounidenses
- Boeing NB-3 (Wright-Hispano E)
- Consolidated PT-1 Trusty (Dayton-Wright/Consolidated TW-3) (Wright-Hispano E)
- Curtiss Model N-9 (Wright-Hispano A)
- Curtiss AT-4/AT-5
- Huff-Daland TW-5
- Loening M-8 (Wright-Hispano H-3)
- Travel Air 3000 (Wright-Hispano E)
- Vought VE-7 (Wright-Hispano E-3)
- Waco DSO (Wright-Hispano E)

### Japón (Mitsubishi Hi)
200 hp (Hispano-Suiza 8B)
- Yokosuka Ro-go Ko-gata
- Hanza-shiki suijō teisatsuki

300 hp (Hispano-Suiza 8F)
- Mitsubishi 1MF
- Mitsubishi 2MR

## Especificaciones técnicas (Hispano-Suiza 8Aa)
Características generales
- Tipo: motor de pistón en V de 8 cilindros
- Diámetro: 120 mm
- Carrera: 130 mm
- Desplazamiento: 11,76 l
- Peso seco: 202 kg

Componentes
- Tren de válvulas: SOHC
- Sistema de combustible: 2 carburadores de corriente ascendente Claudel-Hobson
- Sistema de refrigeración: líquido

Actuación
- Potencia de salida: 150 hp (112 kW) a 1700 rpm
- Consumo de combustible: 310 gr/(kW/h)
- Consumo de aceite: 18,2 gr/(kW/h)

## Motores en exhibición
- Hispano-Suiza 8Aa Tipo 34, fabricado en 1916, expuesto al público en el Museo de Aeronáutica y Astronáutica, Cuatro Vientos , Madrid, España
- Wright-Hispano 8A en exhibición pública en el Aerospace Museum of California, North Highlands, California
- Hispano-Suiza 8 National Museum of the United States Air Force
- Hispano-Suiza 8Ab en el Suomen Ilmailumuseo (Museo de Aviación de Finlandia), Aviapolis, Veromies, Vantaa, Finlandia
- Hispano-Suiza 8C en el Musée de l'Air et de l'Espace, Le Bourget